# Andreas Huber (Billardtrainer)

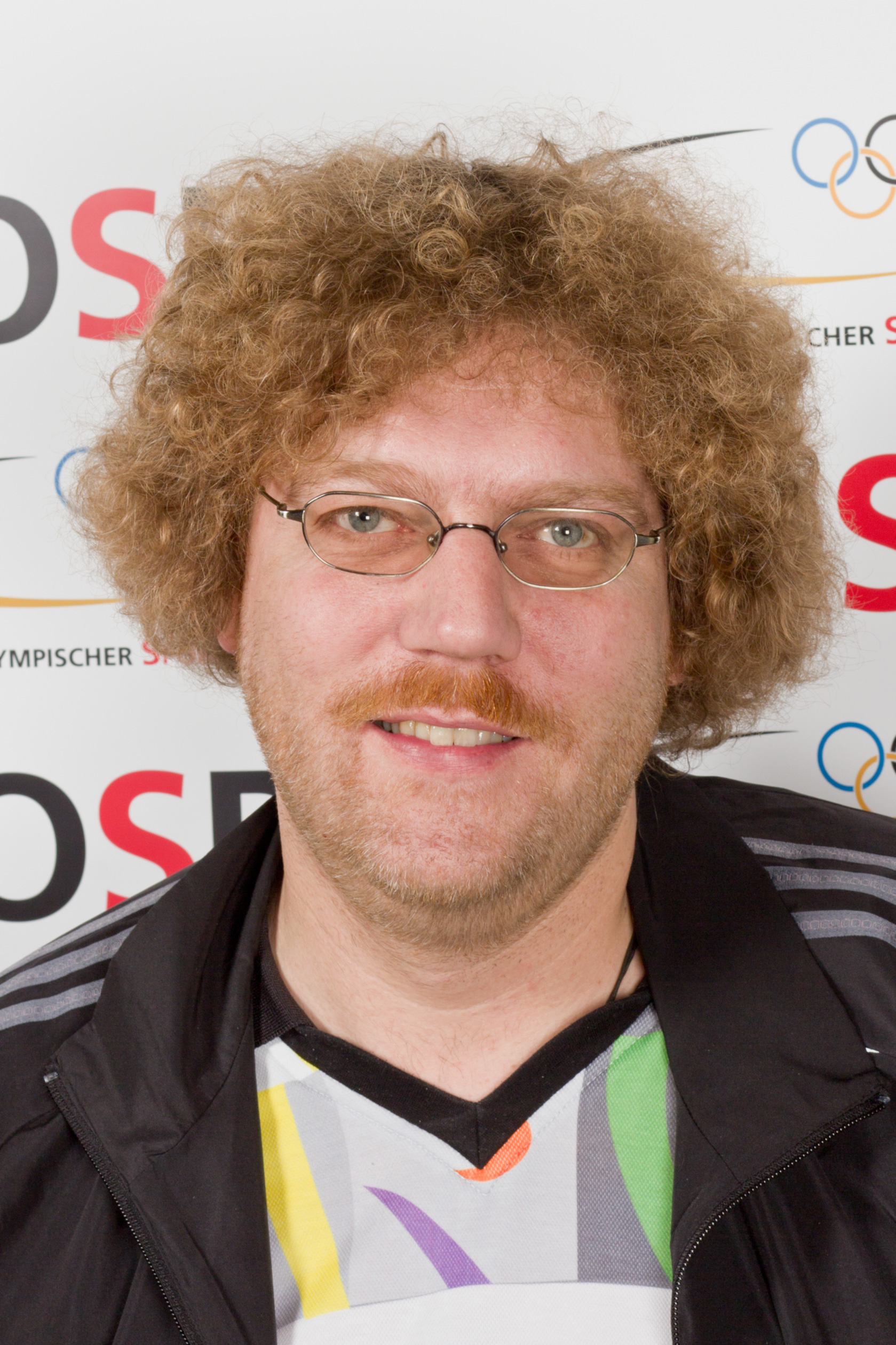
Andreas Huber (2012)

Andreas Huber (* 9. Februar 1969 in Dachau) ist ein deutscher ehemaliger Poolbillard-Spieler und Poolbillard-Trainer. Dabei ist Huber vor allem als ehemaliger deutscher Bundestrainer und Europatrainer, aber auch als Trainer der Pool-Bundesligamannschaft BSV Dachau bekannt.
Sowohl als Trainer, als auch als Spieler, konnte Huber verschiedene Erfolge feiern, zum Beispiel, als Ralf Souquet bei den Wordgames 2009, unter Hubers Führung, die Goldmedaille für Deutschland gewann.
Andreas Huber wurde 1969 in Dachau geboren. Bis 1979 besuchte er die Volksschule Dachau an der Klosterstraße, bevor er auf dem Josef-Effner-Gymnasium Dachau 1988 Abitur machte. An der Universität München studierte er bis 1996 Fahrzeugtechnik. 1999 gründete er seine Billardakademie (BAD) in Dachau, einer der ersten Billard-Schulen der Welt, mit dem Ziel, über  innovative Trainingsmethoden die Vermittlung, Anwendung und das Verständnis des Billardsports zu verbessern. 2001 übernahm er die Leitung des M's Billard in Dachau. 2002 wurde Huber letztendlich von der DBU, der Deutschen Billard-Union, zum Bundestrainer ernannt. Dieses Amt hielt er bis Anfang 2015 inne.
Am 1. Dezember 2017 wurde Huber durch den bayerischen Staatsminister des Inneren, Joachim Herrmann, für besondere Verdienste im Bayerischen Sport ausgezeichnet.

## Projekte
- Billard-Akademie Dachau (BAD), Trainingsprogramm von Andreas Huber
- Playing-Ability-Test (PAT) ist ein weltweites Spielvermögens- und Trainingssystem, das durch Andreas Huber und Ralph Eckert ins Leben gerufen wurde[6]
- World-Pool-Masters (WPM 2024), Umsetzung und Durchführung, gemeinsam mit Matchroom Pool und Moltke Sports.[7]

## Werke
- Andreas Huber: richtig billard. BLV Buchverlag, München 2007, ISBN 978-3-8354-0132-7[8].

## Öffentliche Auftritte
Nicht zuletzt hat sich Huber zur Aufgabe gemacht, den Billardsport auch in Deutschland bekannt zu machen. Seinen eigenen Aussagen zufolge strebt er danach, den Billardsport aus dem traditionellen Kneipenimage heraus und hin zu einem Präzisionssport in der Gesellschaft zu etablieren.  Dabei profitiert er von der langjährigen medialen Aufmerksamkeit, die ihm als Trainer zuteilwird.  So haben zum Beispiel die Süddeutsche Zeitung, der Bayerische Rundfunk und das ZDF schon immer ein Auge auf Huber gehabt. Aber genau, wie diese Sender, haben auch Sport-Sender, Huber, während besonderen Billard-Sport-Events, als Experten engagiert, so zum Beispiel, Eurosport, oder auch Dazn.